# Дуэ (Сахалинская область)

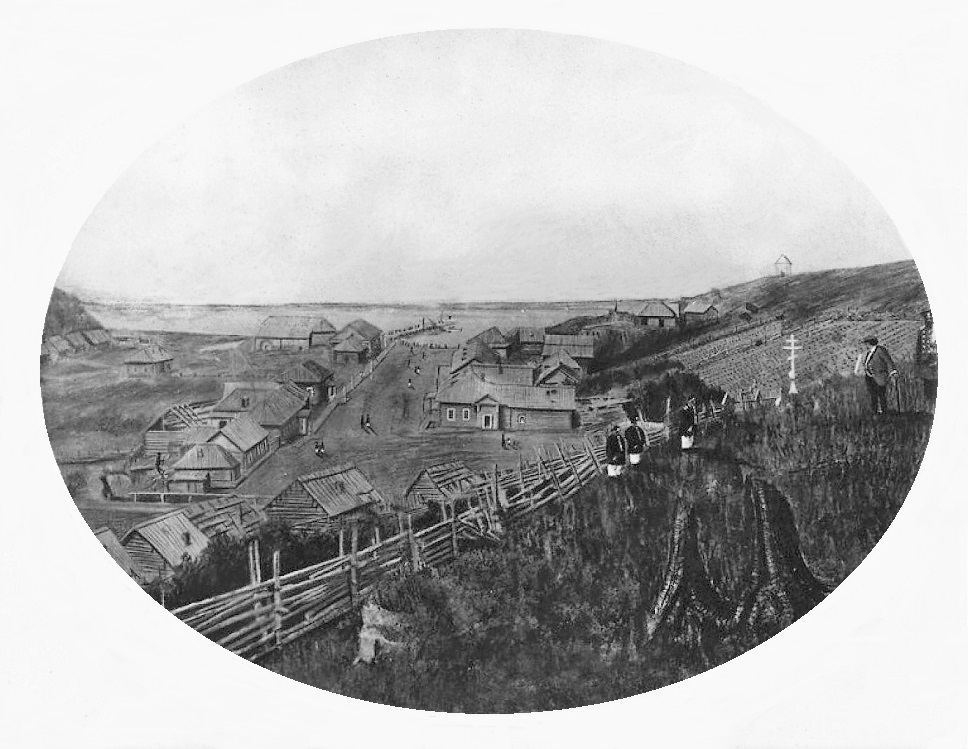
Пост Дуэ на острове Сахалин. 1860-е годы. Фотография В. В. Ланина

Дуэ — село (с 1929 по 2004 г. — посёлок городского типа) в Александровск-Сахалинском районе Сахалинской области России. Старейший из существующих русских населённых пунктов Сахалина с непрерывной историей.

## География
Находится на берегу Татарского пролива в 10 км от районного центра и отделён от него мысом Жонкьер.

## История
Изначально, неподалёку, в устье реки, ныне известной как Большая Александровка, располагалось гилякское (нивхское) селение Дуи, которое лейтенант Бошняк трижды упомянал в очерке «Экспедиция в Приамурский край», в разделе о своём путешествии на север Сахалина в феврале—апреле 1852 года (с целью прояснения вопроса об угольных месторождениях). Через полтора года, в начале сентября 1853 года, в селении Дуи уже непосредственно побывал со своей командой В. А. Римский-Корсаков, прибывший в залив Жонкьер на парусно-винтовой шхуне «Восток». При этом он предложил впредь этот залив и ближайший одноимённый мыс называть по-местному — Дуи. В окрестностях участником экспедиции лейтенантом Чихачёвым были найдены богатые месторождения высококачественного угля, что позволило в дальнейшем значительно пополнить запасы топлива на судне, и Римский-Корсаков решил сообщить своему начальнику, адмиралу Путятину о выгодах учреждения в этом месте угольного склада.
В апреле 1856 года генерал-губернатор Восточной Сибири Н. Н. Муравьёв приказал направить на Сахалин команду матросов с целью добычи каменного угля для парохода «Америка», который на следующий год отправлялся с миссией Е. В. Путятина в Китай. Возглавил экспедицию на остров Н. М. Чихачёв (уже в звании капитан-лейтенанта), который 16 (28) июля 1856 года основал у мыса Дуэ одноимённый пост, ставший таким образом старейшим русским населённым пунктом на Сахалине с непрерывной историей.
29 августа 1861 года на рейде поста Дуэ потерпел крушение корабль «Гайдамак», на котором плыл Архиепископ Камчатский, Курильский и Алеутский Иннокентий (Вениаминов). Из-за этого Архиепископ Иннокентий задержался в порту Дуэ около двух недель, а потом на другом корабле продолжил своё путешествие.
В августе 1865 года расположенная в Дуэ рота 4-го Восточно-Сибирского линейного батальона была преобразована в Дуйскую постовую команду в составе
5 офицеров и 220 солдат. К 1870 году Дуэ являлся самым крупным из почти 20 русских населённых пунктов на Сахалине — тут проживало около тысячи человек (солдат, офицеров, чиновников, ссыльных и их семей).
В 1870-х годах пост Дуэ стал своеобразной каторжной «столицей» Сахалина: именно здесь находилась канцелярия специального чиновника – заведующего ссыльнокаторжными Приморской области, — а в 1876 году была построена первая каторжная тюрьма на острове. В 1881 году телеграфный кабель соединил Дуэ с материком.
Побывавший в 1890 году в Дуэ Антон Чехов так описал его:

…расщелина, в которой и находится Дуэ, бывшая столица сахалинской каторги. В первые минуты, когда въезжаешь на улицу, Дуэ дает впечатление небольшой старинной крепости: ровная и гладкая улица, точно плац для маршировки, белые чистенькие домики, полосатая будка, полосатые столбы; для полноты впечатления не хватает только барабанной дроби. В домиках живут начальник военной команды, смотритель дуйской тюрьмы, священник, офицеры и проч. Там, где короткая улица кончается, поперек её стоит серая деревянная церковь, которая загораживает от зрителя неофициальную часть порта; тут расщелина двоится в виде буквы «игрек», посылая от себя канавы направо и налево. — Антон Чехов, Остров Сахалин, гл.8, 1890
В 1904 году каторжная тюрьма в Дуэ была закрыта. 
11 июля 1905 года в ходе японского вторжения на Сахалин около 40 кораблей при мощной поддержке артиллерии высадили десант у поста Александровского. Один из крупных русских отрядов, ранее сформированных на базе регулярных войск и дружин, держал оборону на побережье около поста Дуэ, но вскоре по причине численного превосходства противника генерал Ляпунов приказал всем отойти вглубь острова. После заключения Портсмутского мирного договора, подписанного 23 августа, японские войска северную часть Сахалина покинули. Законом от 10 апреля 1906 года на Сахалине была официально отменена каторга.
До 1907 года в Дуэ продолжал работу рудник товарищества «И. О. Маковский и К°», большинство рабочих на котором составляли китайцы. С 1910 года шахту «Воевода» арендовал торговый дом «В.А.Кузнецов и К°», обязавшийся поставлять сахалинский уголь во Владивосток. Владелец фирмы, горный инженер В. А. Кузнецов, нанял около 360 рабочих-китайцев и провел некоторую реконструкцию шахты, в частности была установлена паровая лебедка для подъёма угля. Казённые разработки Дуйских копей велись в небольших размерах для нужд поста Александровского.
С 1920 до 1925 года, как и вся территория северного Сахалина, Дуэ находился под японской оккупацией.
Постановлением Президиума ВЦИК СССР от 23.09.1929 «Об отнесении к категории рабочих посёлков некоторых населённых пунктов Сахалинского округа Дальневосточного края» село Дуэ отнесено к категории рабочих посёлков.
В 1930-х годах Дуэ переживал расцвет благодаря работе шахты «Макарьевская». Когда-то в селе проживало до 5000 человек. Проработавшая больше ста лет шахта в 1977 году была закрыта. Уголь флоту стал не нужен, добыча стала нерентабельной. Дуэ стал умирать. В середине 1990-х закрыли детский сад и школу. Жители села в большинстве своём разъехались.
С 2005 года в Дуэ ежегодно по инициативе активистов молодёжной общественной организации «Братство Александра Невского» проводится Летний молодёжный православный лагерь. По словам протоиерея Виктора Горбача: «Когда отмечалось двухсотлетие со дня рождения святителя Иннокентия, в порту Дуэ был установлен памятный православный крест. А через восемь лет я вместе с другими сотрудниками Миссионерского отдела Южно-Сахалинской и Курильской епархии оказался в этом месте, которое нас очень заинтересовало. На следующий год было принято решение собрать группу молодёжи, чтобы привести в порядок территорию вокруг памятного креста. Чуть больше двадцати человек отправились туда и организовали походный палаточный лагерь, который впоследствии стал традиционным. Ежегодно мы выезжаем сюда с молодёжью». Главные направления лагеря — благотворительность и волонтёрство. Его участники купаются, отдыхают и беседуют на православные темы
В 2011 году на месте былого крушения «Гайдамака» рядом с почерневшим от времени деревянным крестом появилась построена православная часовня.
Постановлением администрации Сахалинской области от 26.04.2004 № 50-па «О преобразовании отдельных поселений на территории Сахалинской области» посёлок городского типа Дуэ преобразован в село.

## Население
| 1937 | 1939  | 1959  | 1970  | 1979 | 1989 | 2002 |
| ---- | ----- | ----- | ----- | ---- | ---- | ---- |
| 2900 | ↘1832 | ↗3413 | ↘2305 | ↘525 | ↘411 | ↘207 |
| 2010 | 2013  | 2021  |       |      |      |      |
| ↘112 | ↘89   | ↘28   |       |      |      |      |

По переписи 2002 года население — 207 человек (104 мужчины, 103 женщины).

## Инфраструктура
Ныне Дуэ известно главным образом как место проведения православных молодёжных лагерей и иных мероприятий Южно-Сахалинской епархии Русской православной церкви.

## Транспорт
Село доступно автомобильным и водным транспортом.